# 面影の君
『面影の君』（おもかげのきみ）は、1975年6月1日に発売された森昌子の12枚目のシングル。

## 収録曲
- 両楽曲共に、作詞：阿久悠／作曲：平尾昌晃／編曲：馬飼野俊一

1. 面影の君（3分47秒）
2. 純情（2分42秒）